# Готье, Анн (актриса)
Анн Готье, также Энн Готье (фр. Anne Gautier; род. 28 января 1966, Париж) — французская актриса кино, театра, и телевидения.

## Биография
Дебютом Анн Готье в кино стал эпизод в молодёжной комедии «Бум» (1980). В 1980-е актриса часто мелькала на экране. Обычно Готье появлялась в ролях второго плана (Кароль в фильме ужасов «Демон острова», Клэр в комедии Жан-Пьера Лимозена «Страж ночи»), реже — в главных (Джульетта в фильме режиссёра Жака Эрто «Цена молчания» (фр. Le Prix du silence)).
В 1989 году в Советском Союзе приступили к экранизации знаменитой фантастической повести братьев Стругацких «Трудно быть богом». Для съёмок был приглашён режиссёр из Западной Германии Петер Фляйшман.
Анн Готье исполнила в картине одну из главных ролей — местную жительницу Киру, служанку благородного дона Руматы (Эдвард Жентара).
В 1990-е годы Готье сыграла заметные роли в драме Жан-Пьера Амери «Лодка супружества», комедии Ги Пинона «Женщина, которую надо уничтожить» (фр. La femme à abattre), комедии Марион Верну «Никто меня не любит».

## Фильмография
| Год       |    | Русское название                  | Оригинальное название                     | Роль                      |
| --------- | -- | --------------------------------- | ----------------------------------------- | ------------------------- |
| 1980      | ф  | Бум                               | La boum                                   |                           |
| 1982      | тф |                                   | L’apprentissage de la ville               |                           |
| 1982      | тф | После всего, что сделали для тебя | Apres tout ce qu’on a fait pour toi       | L’amie de Lucrèce         |
| 1982      | тф |                                   | Rock                                      | Alba                      |
| 1983      | ф  | Демон острова                     | Demon dans l'ile                          | Carole                    |
| 1984      | ф  | Приветствую тебя, Мария           | Je vous salue, Marie                      | Eva (в титрах не указана) |
| 1984—1984 | с  | Воздушные змеи                    | Les cerfs-volants                         | Lila                      |
| 1985      | ф  | Атласный башмачок                 | Le soulier de satin                       | Dona Musique              |
| 1985—1989 | с  |                                   | Néo Polar. L’amour en gâchette            | Sophie                    |
| 1986      | ф  | Страж ночи                        | Gardien de la nuit                        | Claire                    |
| 1987      | ф  | Внутренние враги                  | Ennemis intimes                           | Billie                    |
| 1975—1990 | с  | Синема 16                         | Cinéma 16                                 | Nathalie                  |
| 1988      | ф  |                                   | Três Menos Eu                             | Anne                      |
| 1988—1988 | с  |                                   | Le Loufiat                                | Lila                      |
| 1989      | тф | Цена молчания                     | Le prix du silence                        | Juliette                  |
| 1989      | ф  | Трудно быть богом                 | Es ist nicht leicht ein Gott zu sein      | Кира                      |
| 1989—1992 | с  |                                   | V comme vengeance. La ville dans la forêt | Anne                      |
| 1992      | ф  | Бродяга (Звезда и бродяга)        | Vagabond                                  | Louise                    |
| 1993      | ф  | Женщина, которую надо уничтожить  | La femme à abattre                        | Marianne                  |
| 1993      | ф  | Лодка супружества                 | Le Bateau de mariage                      | Marie                     |
| 1994      | ф  | Никто меня не любит               | Personne ne m’aime                        | Patricia                  |